# Strå församling
Strå församling var en församling i Linköpings stift inom Svenska kyrkan i Vadstena kommun. Församlingen uppgick 2006  i Vadstena församling.

## Administrativ historik

församlings vapen.

Församlingen har medeltida ursprung. 
Församlingen var till omkring 1550 moderförsamling i pastoratet Strå och Broby, därefter till omkring 1700 annexförsamling i pastoratet Vadstena, Sankt Per, Strå och Broby. Omkring 1700 införlivades Broby församling i denna församling och församlingen var därefter till 1962 annexförsamling i pastoratet Vadstena, Sankt Per och Strå. Från 1962 till 1992 var församlingen annexförsamling i pastoratet Rogslösa, Väversunda, Örberga, Nässja, Herrestad, Källstad och Strå. Från 1992 till 2006 var församlingen annexförsamling i pastoratet Vadstena, Hov och Strå. Församlingen uppgick 2006  i Vadstena församling.
Församlingskod var 058403.

## Kyrkoherdar
Lista över kyrkoherdar i församlingen.
| Ämbetstid | Namn        | Levnadstid | Övrigt   |
| --------- | ----------- | ---------- | -------- |
| 1372      | Thyrgillus  | -1395      | Curatus. |
| 1395-1411 | Kaetilbiorn |            | Curatus. |
| 1469      | Laurentius  |            |          |
| 1521      | Andreas     |            |          |

## Klockare och organister[5]
| Ämbetstid            | Namn                             | Levnadstid | Övrigt                |
| -------------------- | -------------------------------- | ---------- | --------------------- |
| mitten av 1600-talet | Isac Helgesson och Nils Töresson |            | Klockare              |
| 1659–1704            | Nils Andersson                   | 1638–1704  | Klockare              |
| 1704–1707            | Per Thyrsson                     |            | Klockare              |
| 1712                 | Isak Andersson                   |            | Klockare              |
| 1722–1733            | Joseph Andersson                 | 1664–1733  | Klockare              |
| 1734–1757            | Måns Utter                       | 1683–1757  | Klockare              |
| 1789–1800            | Jonas Hellerstedt                | 1726–1800  | Klockare              |
|                      | Anders Sandahl                   | 1776–1802  | Klockare              |
| 1804–1822            | Lars Lagervall                   | 1777–1822  | Klockare              |
| 1825–1860            | Nils Lindros                     | 1796–1860  | Klockare              |
| 1863–1902            | Johan Gustaf Andersson           | 1831–1902  | Klockare och organist |
| –1935                | Axel Klingstedt                  | 1875–1949  | Klockare och organist |
| –1944                | Karl Nordström                   | 1900–      | Klockare och organist |
| –1953                | Erik Olsson                      |            | Klockare och organist |

## Kyrka
- Strå kyrka